# Lega Nazionale A 2016-2017 (calcio femminile)
L'edizione 2016-2017 è stata la quarantasettesima edizione del campionato svizzero di Lega Nazionale A di calcio femminile. Il campionato è stato vinto dal Neunkirch per la prima volta nella sua storia sportiva.

## Stagione

### Novità
Dalla Lega Nazionale A 2015-2016 il San Gallo è stato retrocesso in Lega Nazionale B. Al suo posto è stato promosso il Derendingen, che ha vinto i play-off promozione/retrocessione dopo aver terminato al secondo posto della Lega Nazionale B.

### Formato
Il campionato si compone di due fasi. Nella prima fase le 10 squadre si affrontano in un girone all'italiana con partite di andata e ritorno, per un totale di 18 giornate. Al termine della prima fase le squadre sono suddivise in due gruppi: le prime sei classificate avanzano alla seconda fase, mentre le ultime quattro classificate (dal 7º al 10º posto) accedono ai play-off promozione/retrocessione.

Nella seconda fase ciascuna squadra mantiene i soli punti guadagnati nella prima fase e affronta le altre squadre una sola volta per un totale di cinque giornate. La squadra prima classificata è campione di Svizzera ed è ammessa al UEFA Women's Champions League 2017-2018.

Ai play-off promozione/retrocessione partecipano le squadre classificatesi dal settimo al decimo posto in Lega Nazionale A e le prime due classificate della Lega Nazionale B. Le sei squadre si affrontano in un mini-girone con partite di sola andata per un totale di cinque giornate. Le prime due classificate parteciperanno alla Lega Nazionale A 2017-2018, mentre le altre quattro classificate parteciperanno alla Lega Nazionale B 2017-2018.

## Squadre partecipanti
| Club        | Città             | Stadio                           | Stagione 2015-2016                   |
| ----------- | ----------------- | -------------------------------- | ------------------------------------ |
| Basilea     | Basilea           | Leichtathletik-Stadion St. Jakob | 3º posto in LNA                      |
| Derendingen | Derendingen       | Stadion Heidenegg                | Promosso dalla LNB                   |
| Grasshopper | Zurigo            | GC/Campus                        | 7º posto in LNA                      |
| Lucerna     | Lucerna           | Sportanlagen Allmend             | 4º posto in LNA                      |
| Lugano 1976 | Lugano            | Stadio di Cornaredo              | 6º posto in LNA                      |
| Neunkirch   | Neunkirch         | Sportanlage Randenblick          | 2º posto in LNA                      |
| Staad       | Staad, Thal       | Sportplatz Bützel                | 8º posto in LNA                      |
| Young Boys  | Berna             | Stadion Neufeld                  | 5º posto in LNA                      |
| Yverdon     | Yverdon-les-Bains | Stade Municipal                  | 9º posto in LNA, salvo agli spareggi |
| Zurigo      | Zurigo            | Heerenschürli                    | Campione di Svizzera                 |

## Prima fase

### Classifica finale
|  | Pos. | Squadra     | Pt | G  | V  | N | P  | GF | GS | DR  |
|  | ---- | ----------- | -- | -- | -- | - | -- | -- | -- | --- |
|  | 1.   | Neunkirch   | 45 | 18 | 14 | 3 | 1  | 65 | 9  | +56 |
|  | 2.   | Zurigo      | 43 | 18 | 13 | 4 | 1  | 72 | 14 | +58 |
|  | 3.   | Basilea     | 36 | 18 | 11 | 3 | 4  | 44 | 14 | +30 |
|  | 4.   | Lucerna     | 29 | 18 | 9  | 2 | 7  | 44 | 28 | +16 |
|  | 5.   | Young Boys  | 27 | 18 | 7  | 6 | 5  | 33 | 29 | +4  |
|  | 6.   | Lugano 1976 | 27 | 18 | 7  | 6 | 5  | 31 | 41 | -10 |
|  | 7.   | Grasshopper | 18 | 18 | 5  | 3 | 10 | 44 | 54 | -10 |
|  | 8.   | Staad       | 15 | 18 | 4  | 3 | 11 | 21 | 50 | -29 |
|  | 9.   | Yverdon     | 11 | 18 | 2  | 5 | 11 | 16 | 64 | -48 |
|  | 10.  | Derendingen | 1  | 18 | 0  | 1 | 17 | 11 | 78 | -67 |

Legenda:
      Ammesse alla seconda fase.
      Ammesse agli spareggi promozione/retrocessione.
Note:
Tre punti a vittoria, uno a pareggio, zero a sconfitta.
La classifica viene stilata secondo i seguenti criteri:
- Punti conquistati
- Differenza reti generale
- Reti totali realizzate
- Punti conquistati negli scontri diretti
- Differenza reti negli scontri diretti
- Reti realizzate negli scontri diretti

### Risultati

#### Tabellone
|             | Bas  | Der  | Gra  | Luc  | Lug  | Neu  | Sta  | YB   | Yve  | Zur  |
| ----------- | ---- | ---- | ---- | ---- | ---- | ---- | ---- | ---- | ---- | ---- |
| Basilea     | –––– | 2-0  | 3-0  | 1-0  | 0-0  | 1-2  | 0-0  | 4-1  | 7-0  | 1-3  |
| Derendingen | 0-4  | –––– | 1-5  | 0-5  | 1-4  | 0-5  | 2-3  | 2-3  | 2-3  | 0-7  |
| Grasshopper | 3-1  | 9-0  | –––– | 1-2  | 3-3  | 1-5  | 4-3  | 2-2  | 7-2  | 1-1  |
| Lucerna     | 1-5  | 6-0  | 6-1  | –––– | 3-4  | 1-5  | 4-0  | 1-1  | 1-0  | 0-2  |
| Lugano 1976 | 0-2  | 2-0  | 2-1  | 1-1  | –––– | 0-9  | 5-2  | 0-3  | 2-0  | 3-3  |
| Neunkirch   | 0-0  | 4-0  | 3-0  | 2-0  | 6-1  | –––– | 5-1  | 3-0  | 8-0  | 1-1  |
| Staad       | 1-6  | 1-0  | 5-1  | 0-2  | 0-3  | 1-1  | –––– | 0-3  | 3-2  | 0-4  |
| Young Boys  | 0-3  | 5-1  | 3-2  | 2-3  | 1-1  | 1-0  | 3-0  | –––– | 0-0  | 2-2  |
| Yverdon     | 0-4  | 2-2  | 2-1  | 1-7  | 0-0  | 1-4  | 1-1  | 2-2  | –––– | 0-8  |
| Zurigo      | 3-0  | 8-0  | 10-2 | 2-1  | 6-0  | 0-2  | 4-0  | 3-1  | 5-0  | –––– |

#### Calendario
| Andata (1ª) | Andata (1ª) | Prima giornata          | Ritorno (10ª) | Ritorno (10ª) |
|             |             |                         |               |               |
| 6 ago.      | 7-0         | Basilea-Yverdon         | 4-0           | 29 ott.       |
| 6 ago.      | 1-4         | Derendingen-Lugano 1976 | 0-2           | 29 ott.       |
| 6 ago.      | 4-3         | Grasshopper-Staad       | 1-5           | 29 ott.       |
| 6 ago.      | 1-5         | Lucerna-Neunkirch       | 0-2           | 29 ott.       |
| 6 ago.      | 3-1         | Zurigo-Young Boys       | 2-2           | 29 ott.       |

| Andata (2ª) | Andata (2ª) | Seconda giornata     | Ritorno (13ª) | Ritorno (13ª) |
|             |             |                      |               |               |
| 13 ago.     | 3-0         | Basilea-Grasshopper  | 1-3           | 12 mar.       |
| 11 feb.     | 0-2         | Lucerna-Zurigo       | 1-2           | 12 mar.       |
| 13 ago.     | 3-0         | Neunkirch-Young Boys | 0-1           | 12 mar.       |
| 13 ago.     | 0-3         | Staad-Lugano 1976    | 2-5           | 12 mar.       |
| 13 ago.     | 2-2         | Yverdon-Derendingen  | 3-2           | 12 mar.       |

| Andata (3ª) | Andata (3ª) | Terza giornata         | Ritorno (12ª) | Ritorno (12ª) |
|             |             |                        |               |               |
| 21 ago      | 1-2         | Basilea-Neunkirch      | 0-0           | 25 feb.       |
| 21 ago      | 2-3         | Derendingen-Staad      | 0-1           | 25 feb.       |
| 21 ago      | 1-2         | Grasshopper-Lucerna    | 1-6           | 25 feb.       |
| 21 ago      | 0-3         | Lugano 1976-Young Boys | 1-1           | 25 feb.       |
| 20 ago      | 5-0         | Zurigo-Yverdon         | 8-0           | 25 feb.       |

| Andata (4ª) | Andata (4ª) | Quarta giornata        | Ritorno (11ª) | Ritorno (11ª) |
|             |             |                        |               |               |
| 4 set.      | 1-5         | Lucerna-Basilea        | 0-1           | 18 feb.       |
| 3 set.      | 6-1         | Neunkirch-Lugano 1976  | 9-0           | 18 feb.       |
| 3 set.      | 0-4         | Staad-Zurigo           | 0-4           | 18 feb.       |
| 3 set.      | 5-1         | Young Boys-Derendingen | 3-2           | 18 feb.       |
| 3 set.      | 2-1         | Yverdon-Grasshopper    | 2-7           | 18 feb.       |

| Andata (5ª) | Andata (5ª) | Quinta giornata       | Ritorno (15ª) | Ritorno (15ª) |
|             |             |                       |               |               |
| 10 set.     | 0-5         | Derendingen-Lucerna   | 0-6           | 25 mar.       |
| 10 set.     | 1-5         | Grasshopper-Neunkirch | 0-3           | 25 mar.       |
| 10 set.     | 2-0         | Lugano 1976-Yverdon   | 0-0           | 25 mar.       |
| 10 set.     | 3-0         | Young Boys-Staad      | 3-0           | 25 mar.       |
| 10 set.     | 3-0         | Zurigo-Basilea        | 3-1           | 26 mar.       |

| Andata (6ª) | Andata (6ª) | Sesta giornata      | Ritorno (14ª) | Ritorno (14ª) |
|             |             |                     |               |               |
| 28 set.     | 2-0         | Basilea-Derendingen | 4-0           | 22 mar.       |
| 28 set.     | 1-1         | Grasshopper-Zurigo  | 2-10          | 22 mar.       |
| 28 set.     | 3-4         | Lucerna-Lugano 1976 | 1-1           | 22 mar.       |
| 28 set.     | 5-1         | Neunkirch-Staad     | 1-1           | 22 mar.       |
| 28 set.     | 2-2         | Yverdon-Young Boys  | 0-0           | 22 mar.       |

| Andata (7ª) | Andata (7ª) | Settima giornata        | Ritorno (16ª) | Ritorno (16ª) |
|             |             |                         |               |               |
| 1 ott.      | 1-5         | Derendingen-Grasshopper | 0-9           | 1º apr.       |
| 1 ott.      | 0-2         | Lugano 1976-Basilea     | 0-0           | 1º apr.       |
| 1 ott.      | 3-2         | Staad-Yverdon           | 1-1           | 1º apr.       |
| 1 ott.      | 2-3         | Young Boys-Lucerna      | 1-1           | 1º apr.       |
| 1 ott.      | 0-2         | Zurigo-Neunkirch        | 1-1           | 1º apr.       |

| Andata (8ª) | Andata (8ª) | Ottava giornata         | Ritorno (17ª) | Ritorno (17ª) |
|             |             |                         |               |               |
| 8 ott.      | 4-1         | Basilea-Young Boys      | 3-0           | 22 apr.       |
| 8 ott.      | 3-3         | Grasshopper-Lugano 1976 | 1-2           | 22 apr.       |
| 8 ott.      | 4-0         | Lucerna-Staad           | 2-0           | 22 apr.       |
| 8 ott.      | 8-0         | Neunkirch-Yverdon       | 4-1           | 22 apr.       |
| 8 ott.      | 8-0         | Zurigo-Derendingen      | 7-0           | 22 apr.       |

| \| Andata (9ª) \| Andata (9ª) \| Nona giornata \| Ritorno (18ª) \| Ritorno (18ª) \| \| \| \| \| \| \| \| 15 ott. \| 0-5 \| Derendingen-Neunkirch \| 0-4 \| 29 apr. \| \| 15 ott. \| 3-3 \| Lugano 1976-Zurigo \| 0-6 \| 29 apr. \| \| 15 ott. \| 1-6 \| Staad-Basilea \| 0-0 \| 29 apr. \| \| 15 ott. \| 3-2 \| Young Boys-Grasshopper \| 2-2 \| 29 apr. \| \| 15 ott. \| 1-7 \| Yverdon-Lucerna \| 0-1 \| 29 apr. \| |             |                        |               |               |
| Andata (9ª) | Andata (9ª) | Nona giornata          | Ritorno (18ª) | Ritorno (18ª) |
| |             |                        |               |               |
| 15 ott. | 0-5         | Derendingen-Neunkirch  | 0-4           | 29 apr.       |
| 15 ott. | 3-3         | Lugano 1976-Zurigo     | 0-6           | 29 apr.       |
| 15 ott. | 1-6         | Staad-Basilea          | 0-0           | 29 apr.       |
| 15 ott. | 3-2         | Young Boys-Grasshopper | 2-2           | 29 apr.       |
| 15 ott. | 1-7         | Yverdon-Lucerna        | 0-1           | 29 apr.       |

## Seconda fase

### Classifica finale
|                     | Pos. | Squadra     | Pt | G | V | N | P | GF | GS | DR  |
| ------------------- | ---- | ----------- | -- | - | - | - | - | -- | -- | --- |
| Svizzera (bandiera) | 1.   | Neunkirch   | 58 | 5 | 4 | 1 | 0 | 14 | 1  | +13 |
|                     | 2.   | Zurigo      | 56 | 5 | 4 | 1 | 0 | 18 | 3  | +15 |
|                     | 3.   | Basilea     | 43 | 5 | 2 | 1 | 2 | 7  | 6  | +1  |
|                     | 4.   | Lucerna     | 32 | 5 | 1 | 0 | 4 | 3  | 12 | -9  |
|                     | 5.   | Young Boys  | 31 | 5 | 1 | 1 | 3 | 5  | 17 | -12 |
|                     | 6.   | Lugano 1976 | 29 | 5 | 0 | 2 | 3 | 4  | 12 | -8  |

Legenda:
      Campione di Svizzera e ammessa alla UEFA Women's Champions League 2017-2018
Punti iniziali: Neunkirch 45, Zurigo 43, Basilea 36, Lucerna 29, Young Boys 27, Lugano 1976 27.
Note:
Tre punti a vittoria, uno a pareggio, zero a sconfitta.
La classifica viene stilata secondo i seguenti criteri:
- Punti conquistati
- Differenza reti generale
- Reti totali realizzate
- Punti conquistati negli scontri diretti
- Differenza reti negli scontri diretti
- Reti realizzate negli scontri diretti

### Risultati

#### Tabellone
|             | Bas  | Luc  | Lug  | Neu  | YB   | Zur  |
| ----------- | ---- | ---- | ---- | ---- | ---- | ---- |
| Basilea     | –––– | 2-0  | 2-2  | 0-1  |      |      |
| Lucerna     |      | –––– |      | 0-5  |      | 1-3  |
| Lugano 1976 |      | 0-1  | –––– |      | 1-1  |      |
| Neunkirch   |      |      | 3-0  | –––– | 4-0  | 1-1  |
| Young Boys  | 2-3  | 2-1  |      |      | –––– |      |
| Zurigo      | 1-0  |      | 5-1  |      | 8-0  | –––– |

## Spareggi promozione/retrocessione

### Classifica finale
|  | Pos. | Squadra             | Pt | G | V | N | P | GF | GS | DR |
|  | ---- | ------------------- | -- | - | - | - | - | -- | -- | -- |
|  | 1.   | Grasshopper         | 12 | 5 | 4 | 0 | 1 | 11 | 7  | +4 |
|  | 2.   | Yverdon             | 10 | 5 | 3 | 1 | 1 | 7  | 1  | +6 |
|  | 3.   | Aarau               | 10 | 5 | 3 | 1 | 1 | 9  | 6  | +3 |
|  | 4.   | Femina Kickers Worb | 5  | 5 | 1 | 2 | 2 | 7  | 10 | -3 |
|  | 5.   | Staad               | 4  | 5 | 1 | 1 | 3 | 6  | 9  | -3 |
|  | 6.   | Derendingen         | 1  | 5 | 0 | 1 | 4 | 3  | 10 | -7 |

Legenda:
      Promossa in Lega Nazionale A 2017-2018
      Retrocessa in Lega Nazionale B 2017-2018
Note:
Tre punti a vittoria, uno a pareggio, zero a sconfitta.
La classifica viene stilata secondo i seguenti criteri:
- Punti conquistati
- Differenza reti generale
- Reti totali realizzate
- Punti conquistati negli scontri diretti
- Differenza reti negli scontri diretti
- Reti realizzate negli scontri diretti

### Risultati

#### Tabellone
|              | Aar  | Der  | Gra  | Kic  | Sta  | Yve  |
| ------------ | ---- | ---- | ---- | ---- | ---- | ---- |
| Aarau        | –––– |      |      |      | 3-1  | 1-0  |
| Derendingen  | 2-3  | –––– |      | 0-1  |      | 0-0  |
| Grasshoppers | 2-1  | 3-0  | –––– |      | 2-0  |      |
| Kickers Worb | 1-1  |      | 3-4  | –––– | 2-2  |      |
| Staad        |      | 3-1  |      |      | –––– | 0-1  |
| Yverdon      |      |      | 3-0  | 3-0  |      | –––– |

## Statistiche

### Classifica marcatrici (prima fase)
Fonte: sito ufficiale
| Gol |  |  | Giocatore             | Squadra     |
| --- |  |  | --------------------- | ----------- |
| 20  |  |  | Valentina Bergamaschi | Neunkirch   |
| 18  |  |  | Géraldine Reuteler    | Lucerna     |
| 16  |  |  | Cara Curtin           | Lugano 1976 |
| 15  |  |  | Sanni Franssi         | Zurigo      |
| 12  |  |  | Caroline Müller       | Grasshopper |
| 11  |  |  | Fabienne Humm         | Zurigo      |
| 10  |  |  | Stefanie De Alem      | Basilea     |

### Classifica marcatrici (seconda fase)
Fonte: sito ufficiale
| Gol |  |  | Giocatore             | Squadra   |
| --- |  |  | --------------------- | --------- |
| 5   |  |  | Fabienne Humm         | Zurigo    |
| 4   |  |  | Valentina Bergamaschi | Neunkirch |

### Classifica marcatrici (promozione/retrocessione)
Fonte: sito ufficiale
| Gol |  |  | Giocatore         | Squadra |
| --- |  |  | ----------------- | ------- |
| 4   |  |  | Lara Jenzer       | Aarau   |
| 4   |  |  | Qëndresa Krasniqi | Yverdon |